# Ла-Таш
Ла-Таш (фр. La Tâche) — коммуна во Франции, находится в регионе Пуату — Шаранта. Департамент — Шаранта. Входит в состав кантона Манль. Округ коммуны — Конфолан.
Код INSEE коммуны — 16377.
Коммуна расположена приблизительно в 370 км к юго-западу от Парижа, в 80 км южнее Пуатье, в 29 км к северо-востоку от Ангулема.

## Население
Население коммуны на 2008 год составляло 108 человек.
| 1962 | 1968 | 1975 | 1982 | 1990 | 1999 | 2008 |
| ---- | ---- | ---- | ---- | ---- | ---- | ---- |
| 136  | 104  | 99   | 83   | 103  | 95   | 108  |

## Администрация
| Период | Период | Фамилия     | Партия | Примечания |
| ------ | ------ | ----------- | ------ | ---------- |
| 2001   | 2008   | Моник Маша  |        |            |
| 2008   |        | Жозе Досима |        |            |

## Экономика
В 2007 году среди 64 человек в трудоспособном возрасте (15—64 лет) 40 были экономически активными, 24 — неактивными (показатель активности — 62,5 %, в 1999 году было 55,0 %). Из 40 активных работали 35 человек (21 мужчина и 14 женщин), безработных было 5 (0 мужчин и 5 женщин). Среди 24 неактивных 5 человек были учениками или студентами, 8 — пенсионерами, 11 были неактивными по другим причинам.

## Фотогалерея

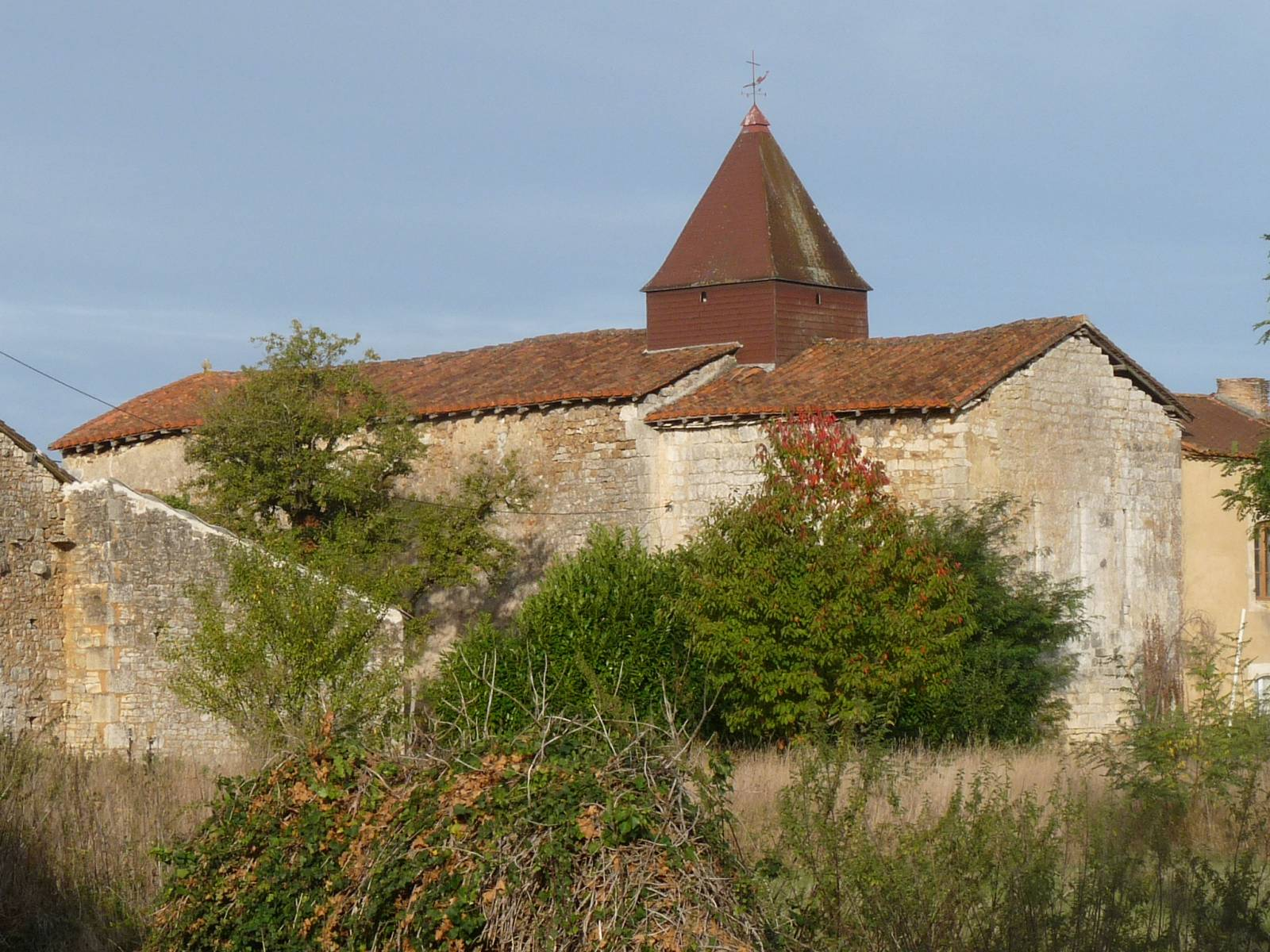
Церковь
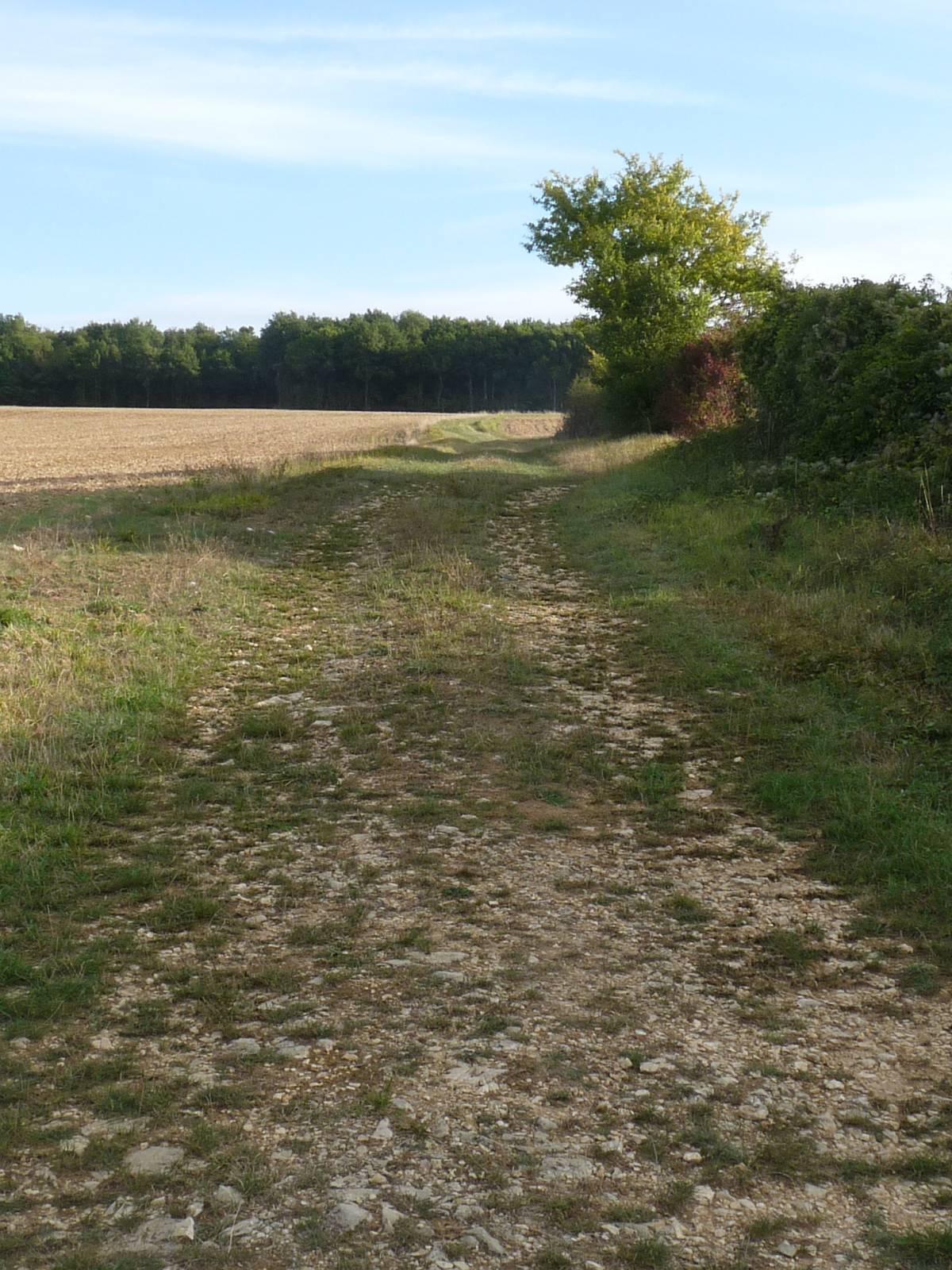
Древне-римская дорога
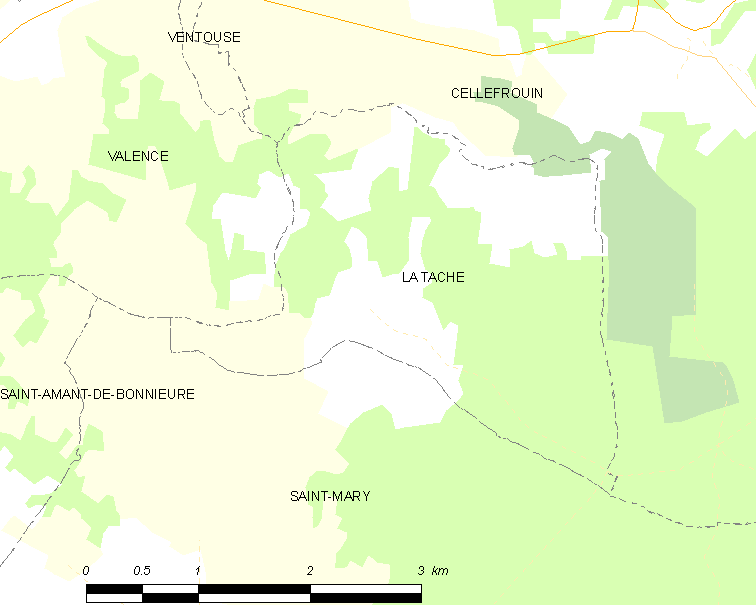
Карта коммуны